# 이시카와 마유
이시카와 마유(일본어: 石川真佑, いしかわ まゆ, 2000년 5월 14일 ~ )는 일본의 배구 선수이다. 이탈리아 세리에 A Il Bisonte Firenze 소속이며, 2020 하계 올림픽 일본 여자 배구 대표팀 주전 공격수로 뛰었다. 일본 남자 배구 에이스 이시카와 유키가 그녀의 친오빠이다.

## 학력
- 시모키타자와 세이토쿠 고등학교